# Web Feature Service

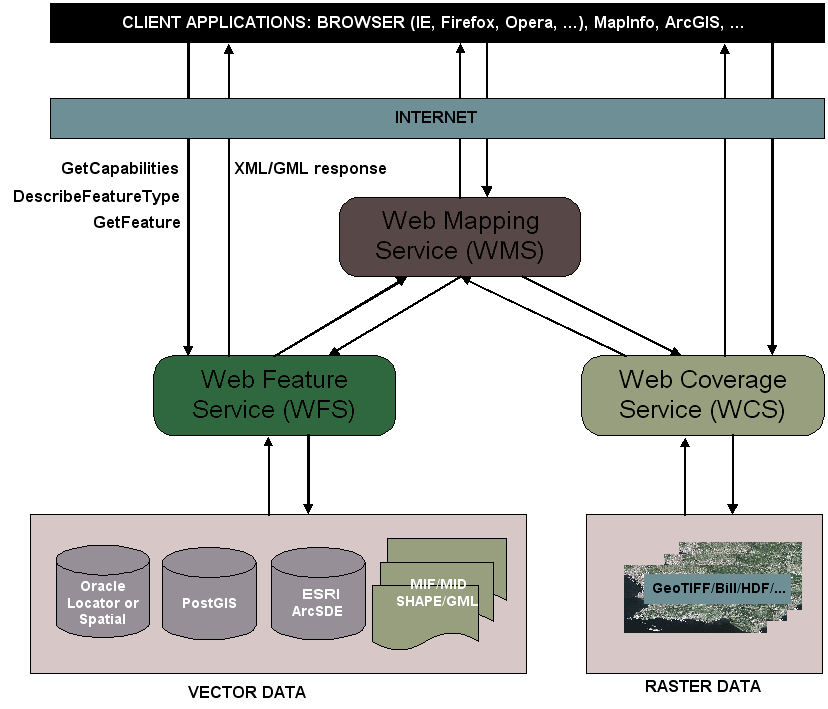
Descripción general de 3 servicios web OGC, con las diversas solicitudes posibles de WFS.

Web Feature Service o WFS del Consorcio Open Geospatial Consortium o OGC es un servicio estándar, que ofrece una interfaz de comunicación que permite interactuar con los objetos geográficos servidos por el estándar WFS, como por ejemplo, editar, consultar o descargar un objeto geográfico. El Servicio de Descarga define las operaciones web para la consulta, acceso y edición de los «objetos geográficos» vectoriales, como por ejemplo una red de hidrografía o un determinado lago.
Para realizar estas operaciones se utiliza el lenguaje GML que deriva del XML, que es el estándar a través del que se transmiten las órdenes WFS.
WFS básico permite hacer consultas y recuperación de elementos geográficos. Por el contrario WFS-T (Web Feature Service Transactional) permite además la creación, eliminación y actualización de estos elementos geográficos del mapa.